# Дуб звичайний (Плав'я)
Дуб звича́йний або дуб Плавяньоша — ботанічна пам'ятка природи місцевого значення в Україні. Об'єкт Природно-заповідного фонду Закарпатської області. 
Розташований на території Свалявського району Закарпатської області, в селі Плав'я. 
Площа 0,01 га. Статус отриманий згідно з рішенням облвиконкому від 23.10.1984 року № 253. Перебуває у віданні Дусинської сільської ради.
Статус надано для збереження одного екземпляра дуба звичайного віком 400 років. Має історичне, наукове та естетичне значення.